# Savigno
Savigno (Savéggn in dialetto bolognese montano medio) è un municipio di 2 735 abitanti del comune di Valsamoggia, nella città metropolitana di Bologna.
Fino al 31 dicembre 2013 è stato un comune autonomo, confinante con i comuni di Castello di Serravalle, Marzabotto, Monte San Pietro, Vergato e Zocca (MO).

## Geografia fisica

### Territorio
Il municipio di Savigno è il più alto e meridionale della Valsamoggia e si estende in un'area in parte collinare e in parte montuosa. Il paese si trova in una conca formata dal torrente Samoggia, che passa accanto all'abitato scorrendo in un ampio letto ghiaioso. Nella parte alta della valle si alternano terreni seminativi, pascoli, boschi ed alberi da frutta: le caratteristiche dei terreni sassosi, cretosi ed argillosi (non mancano formazioni calanchive) hanno ostacolato la coltivazione di tipo estensivo. Savigno si trova a nord del proprio municipio, il quale comprende, nella sua porzione orientale e meridionale, alture come il monte Vignola (817 m s.l.m.) ed il monte Nonascoso (712 m s.l.m.).

### Clima
- Classificazione climatica: zona E, 2525 GR/G

## Storia
I primi insediamenti sono riconducibili all'epoca romana, in base alla presenza di numerosi toponimi legati al periodo, come Merlano, Rodiano e il nome stesso del paese, che potrebbe derivare dal nome di un fondo appartenuto ad una gens Sabinia. Altre fonti indicano invece Savigno come proveniente da Sabo o Sabio, un antico nome della divinità campestre Bacco.
Colpita per lungo tempo da lotte ed aspre contese tra Bologna e Modena, l'area della valle del Samoggia, era nel passato ricca di fortificazioni, di cui non resta più nulla, se non le descrizioni documentali: un castello a Savigno, nel luogo dove sorgeva la parrocchia di Santo Stefano, poi scomparsa e un castello sopra il colle della chiesa di Samoggia. Un terzo castello, localizzato nella frazione di Rodiano e originariamente di proprietà della contessa Matilde di Canossa, venne nel 1332 conteso fra Passerino Bonacolsi e i conti di Panico. Nel 1360 il castello di Savigno serve da difesa a Giovanni Oleggio, che dopo essersi proclamato signore di Bologna, deve tener testa all'assalto di Taddeo da Cuzzano, inviato da Bernabò Visconti. Savigno fu comunque perlopiù sotto il controllo di Bologna e dei suoi visconti, con in mano la giurisdizione civile. A testimoniare il ruolo agricolo del territorio, il capo della comunità locale venne sempre assegnato ad un massaro.
In quel periodo la sede del Comune e amministrativa era situata nella frazione di San Prospero, mentre Savigno ospitava il mercato e il commercio. Il legame fra le due località è talmente stretto che ancora oggi San Prospero viene chiamato "Savigno di Sopra".
Il ruolo di Savigno cresce nel 1352, quando il suo controllo passa nelle mani del vicariato dei Visconti e include oltre 70 comunità, estendendo i suoi confini tra Modena, la Toscana, il fiume Reno e la via Claudia (ora Bazzanese). Questa situazione dura fino al 1376, anno in cui avviene la riforma e la creazione di altri vicariati nell'area, tra cui Caprara, Panico, Serravalle, Monteveglio e San Lorenzo in Collina: Savigno rimane con sole 15 comunità.
Tra il 1507 e il 1554 vennero nominati da papa Leone X tre conti di Savigno, che però persero in breve tempo il loro potere: nel 1507 fu la volta di Antonio Bartolomeo Volta, nobile proveniente da Monteveglio, che morì durante l'assedio di Pistoia; nel 1515 fu nominato Filippo di Cesare Castelli, poi esautorato da Clemente VII; nel 1554 infine, Antonio Bartolomeo Volta, che ricevette e si vide revocare il titolo passatogli dal padre.
Seppur la sede amministrativa venga per breve periodo passata da Savigno al Cantone di Samoggia dalla Repubblica Cisalpina nel 1796, la riforma napoleonica permette al Comune di assumere, nel 1803, gli attuali confini municipali.

### Moti di Savigno
Savigno fu teatro, il 15 agosto 1843 di un importante moto insurrezionale, iniziato da alcuni patrioti affiliati alla Giovine Italia contro il governo pontificio. La reazione e la repressione furono molto dure, e dei 116 cittadini sottoposti a giudizio, 19 vennero condannati a morte. 13 di questi condannati vennero fucilati sul muro esterno della Caserma Enrico Cialdini, a Bologna. Per commemorare quell'evento, è stato scolpito da Tullo Golfarelli nel 1893 un obelisco in arenaria.

### XX secolo
Le prime infrastrutture moderne vengono costruite dopo la prima guerra mondiale (strada per i Bortolani e Monteombraro, ponte sul Samoggia, illuminazione, sopraelevazione delle abitazioni). Nel 1932 viene costruito, su progetti di M. Ruffo, l'edificio del Palazzo Comunale, poderoso lavoro per manodopera, dimensioni e costi. In quaranta ambienti separati, la struttura faceva sfoggio di sale con ruolo amministrativo (uffici comunali, archivio, sala consiliare, appartamento del segretario e cantine con la centrale termica ed il deposito delle attrezzature comunali) e, all'avanguardia per il periodo, per le attività socio-sanitarie e culturali (scuole, ambulatorio medico e sala-teatro con stucchi e decorazioni).

Territorio dell'ex comune di Savigno nell'ex provincia di Bologna.

### Comune di Valsamoggia

Vecchio stemma del comune di Savigno

Il 25 novembre 2012, nel comune di Savigno si è tenuto il referendum consultivo sulla fusione con i limitrofi comuni di Bazzano, Castello di Serravalle, Crespellano e Monteveglio per dare vita ad un comune unico: i cittadini dei cinque comuni si sono espressi in favore della fusione con una maggioranza del 51,5%, nonostante nel singolo comune di Savigno il 56,8% dei votanti avesse espresso voto contrario. Nell'occasione si è anche votato sul nome da dare al futuro comune unico, il nome scelto a maggioranza è stato Valsamoggia.

### Simboli
Lo stemma di Savigno si blasonava:

## Società

### Evoluzione demografica
Abitanti censiti

## Cultura

### Fiera del tartufo
(Sito del Comune di Savigno)
Ogni anno, le prime tre domeniche di Novembre, si tiene a Savigno la "Sagra nazionale del tartufo bianco pregiato di Savigno e dei Colli Bolognesi", evento principale della manifestazione provinciale "Tartufesta". Nella piazza centrale del paese si tiene la "Mostra Mercato del tartufo" con espositori provenienti da tutta Italia, mentre nelle vie circostanti vengono esposti e venduti al pubblico i prodotti tipici dell'Appennino bolognese.
Negli ultimi anni, sono inoltre fioriti gemellaggi enogastronomici nell'ambito dell'Associazione Nazionale Città dei Sapori.

## Economia
Ad oggi Savigno fonda molta della sua ricchezza sulla promozione turistica, basata sulla prosecuzione delle sue tradizioni contadine.

## Infrastrutture e trasporti
Savigno è un importante capolinea di autobus gestiti dall'azienda TPER. La corsa più rilevante è la numero 684, partente da Savigno e che raggiunge l'Autostazione di Bologna, con una corsa la mattina verso il capoluogo emiliano e una al pomeriggio verso il paese nel comune di Valsamoggia.